# Йоанис Дафотис
Йоанис (Янис) Дафотис (на гръцки: Ιωάννης (Γιάννης) Νταφώτης), е гръцки офицер и андартски капитан, деец на гръцката въоръжена пропаганда в Македония.

## Биография
Йоанис Дафотис е роден в 1868 година в Авду, Крит. Основава Свето дружество на Източнокритските области, което се бори за обединение с Гърция. Започва служба в гръцката армия, но отваря вратите на затвора, в който са трима осъдени на смърт негови другари и след това дезертира. Връща се в Авду и скоро след това влиза във Френския чуждестранен легион и участва във Втората френско-дахомейска война (1892-1894), където получава орден за храброст.
Участва в Критското въстание със собствена чета и се сражава в районите на Темени и Педиада. По-късно начело на батальона Избрани критяни се укрепява в Арханес. След извоюването на автономията на Крит в 1898 година започва работа във Френската суецка компания.
Напуска работа в 1905 година, за да се присъедини към Гръцката пропаганда в Македония. Оглавява и с помощта на гръцката колония в Египет екипира и въоръжава голяма чета от 80 души, която пристига във Вулягмени. На 14 април заминават с параход, командван от брата на Павлос Мелас за Халкидика, като се очаква солунското гръцко консулство да ги прехвърли към Сярско и Нигритско. Поради грешка обаче не са свалени на безлюдните плажове на Ситония - при Сикия или Торони, а на брега на Орфанския залив, в ненаселената област между и Ставрос и Извор без да ги чака никакъв водач. Няколко дни се лутат, докато накрая се натъкват на българи мулетари, които ги издават на властите. Османски войски ги засичат при Стефанина и гръцката чета дава 7 убити, сред които и Георгиос Ламбракис, сина на героинята от Арханес капитаниса Мариго. Четата е принудена да се откаже от похода към Сярско и тръгва назад. На 3 май 1905 година при манастира „Света Анастасия Узорешителница“ край Василика четата е разбита от османски части, като дава 11 убити.
| Загинали при „Света Анастасия Узорешителница“ | Загинали при „Света Анастасия Узорешителница“                      | Загинали при „Света Анастасия Узорешителница“ | Загинали при „Света Анастасия Узорешителница“ |
| Номер                                         | Име                                                                | Име                                           | Селище                                        |
| --------------------------------------------- | ------------------------------------------------------------------ | --------------------------------------------- | --------------------------------------------- |
| 1.                                            | Николаос Дафотис, племенник на Йоанис Дафотис, втори капитан       | Νικόλαος Γ. Νταφώτης                          | Авду                                          |
| 2.                                            | Захарияс Фисаракис, знаменосец                                     | Ζαχαρίας Εμμ. Φυσαράκης                       | Авду                                          |
| 3.                                            | Аристотелис Костандаракис, офицер в четата, внук на Михаил Коракас | Αριστοτέλης Φραγκ. Κωστανταράκης              | Помбия                                        |
| 4.                                            | Николаос Боядзис                                                   | Νικόλαος Μπογιατζής                           |                                               |
| 5.                                            | Василиос Сигалас                                                   | Βασίλειος Σιγάλας                             |                                               |
| 6.                                            | Панайотис Принококас                                               | Παναγιώτης Πρινοκοκάς                         | Спарта                                        |
| 7.                                            | Йоанис Янадакис                                                    | Ιωάννης Γιανναδάκης                           |                                               |
| 8.                                            | Ираклис Скандалакис                                                | Ηρακλής Σκανδαλάκης                           |                                               |
| 9.                                            | Емануил Хадзиманолакис                                             | Εμμανουήλ Χατζημανωλάκης                      | Галатища                                      |
| 10.                                           | Димитриос Малакопулос                                              | Δημήτριος Μαλακόπουλος                        | Галатища                                      |
| 11.                                           | Михаил Манусакис                                                   | Μιχαήλ Εμμ. Μανουσάκης                        | Арханес                                       |

- Дафотис
- Писмо на Дафотис до Венизелос, 6 (19) август 1912, стр. 1.
- Писмо на Дафотис до Венизелос, 6 (19) август 1912, стр. 2-3.

Йоанис Дафотис се връща в Суец, където умира в 1927 година. Дафотис пише в много вестници и политически подкрепя Елефтериос Венизелос. Той е един от първите поддръжници на гражданския брак в Гърция.